# Montivilliers
Montivilliers (prononcé [mɔ̃tivije] ou [mɔ̃tivilje]) est  une commune française située dans le département de la Seine-Maritime en région Normandie.
La commune est la deuxième de la communauté urbaine dénommée Le Havre Seine Métropole par le nombre d’habitants, après Le Havre.

## Géographie

### Localisation
Cette commune est située sur la rive droite de la Seine, à une dizaine de kilomètres du Havre.

### Communes limitrophes
| Octeville-sur-Mer  | Fontenay      | Épouville              |
| Fontaine-la-Mallet | Montivilliers | Saint-Martin-du-Manoir |
| Le Havre           | Harfleur      | Gonfreville-l'Orcher   |

### Hydrographie
La commune est située dans le bassin Seine-Normandie. Elle est drainée par la Lezarde, le Ru de la Clinarderie et un autre petit cours d'eau,.
La Lézarde, d'une longueur de 14 km, prend sa source dans la commune de Saint-Martin-du-Bec et se jette  dans le canal de Tancarville à Gonfreville-l'Orcher, après avoir traversé sept communes. Les caractéristiques hydrologiques de la Lézarde sont données par la station hydrologique située sur la commune. Le débit moyen mensuel est de 1,07 m3/s. Le débit moyen journalier maximum est de 7,82 m3/s, atteint lors de la crue du 1er juin 2003. Le débit instantané maximal est quant à lui de 12,9 m3/s, atteint le même jour.
Celle-ci a été artificiellement scindée en deux bras dès le Moyen Âge, afin de multiplier les moulins à blé et à tan, dont des vestiges subsistent encore de nos jours. Le mieux conservé est celui de l’abbaye, moulin à blé banal, dont les abbesses tiraient un grand revenu, et dont la démolition est prévue pour l'été 2015 en raison de sa vétusté et du risque d'effondrement qu'il engendre. La Lézarde étant au Moyen Âge beaucoup plus large que de nos jours et moins envasée, il existait à Montivilliers une activité portuaire non négligeable. En effet, celle-ci  se jetait directement dans la mer et bénéficiait des effets de la marée plusieurs fois par jour, ce qui constituait un curage naturel efficace. Elle est aujourd'hui jalonnée de chemins de promenade, très appréciés par les Montivillons. La Lézarde rejoint depuis la fin du XIXe siècle le canal de Tancarville sur la commune d'Harfleur.

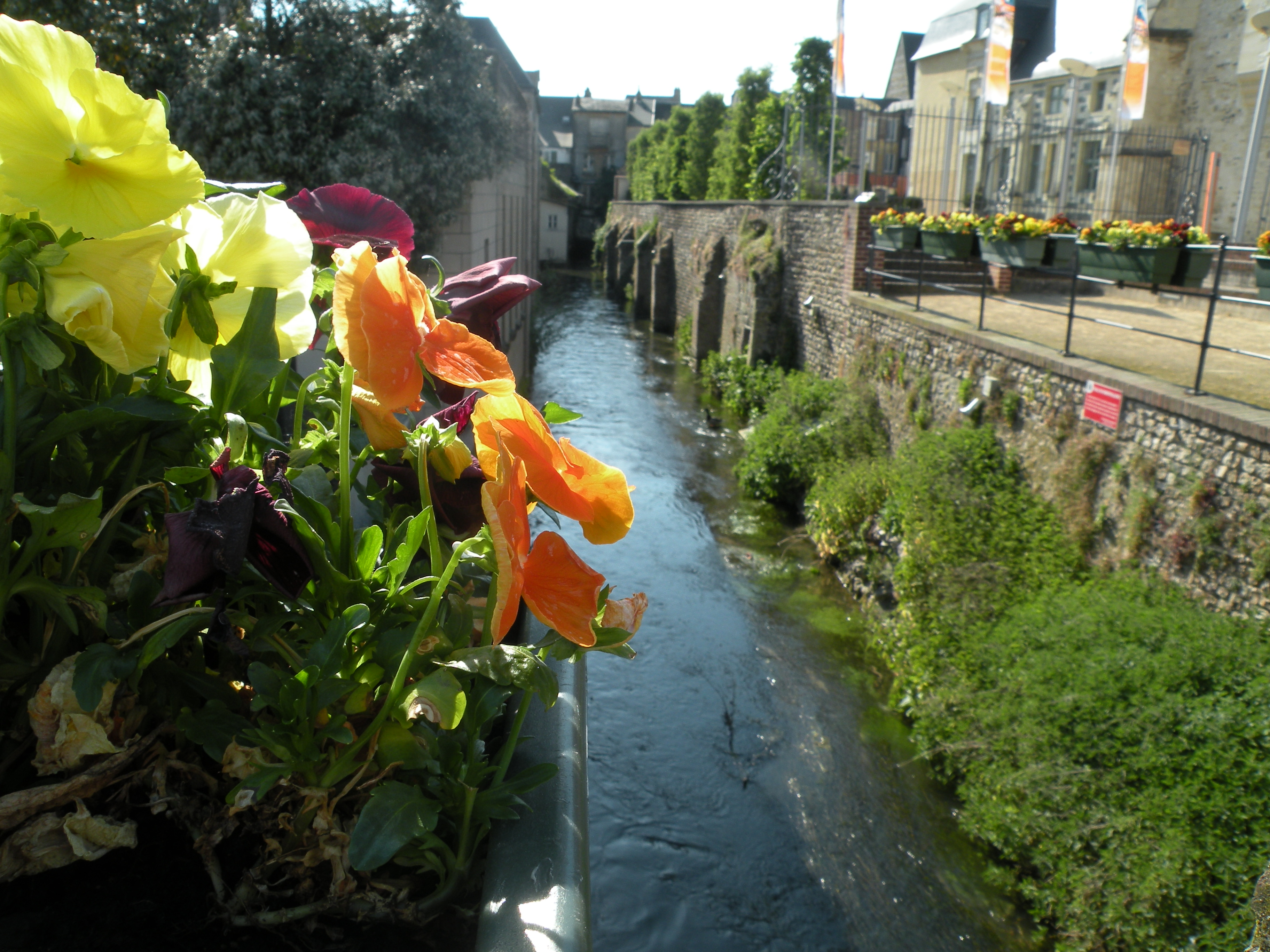
La Lézarde en centre-ville.
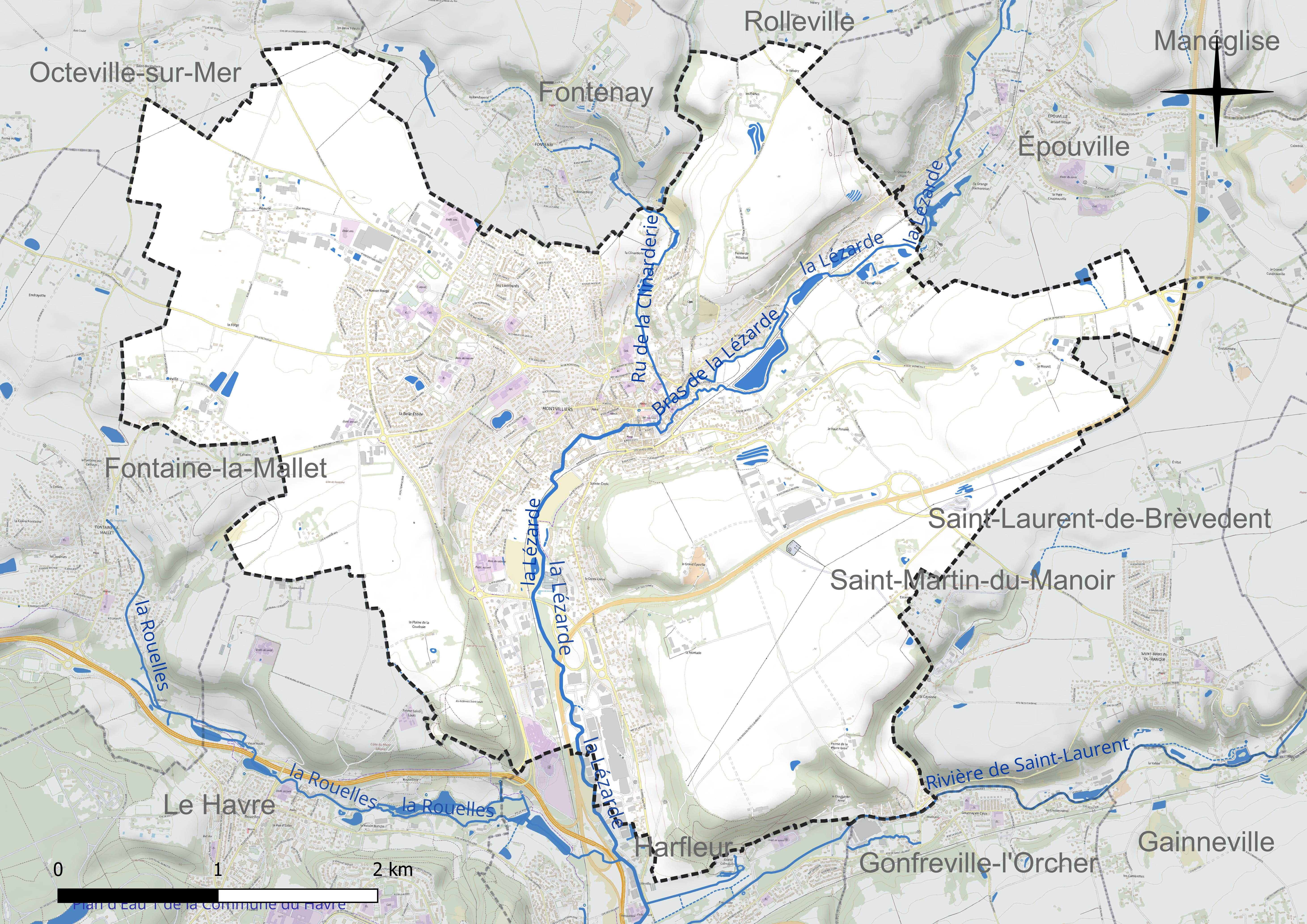
Réseau hydrographique de Montivilliers.

### Voies de communication et transports
En journée, six lignes de bus (1, 9, 10, 11, 12 et 13) traversent la ville. En soirée, la ligne A relie Le Havre à Montivilliers.
Le réseau de transport à la demande pour Personnes à Mobilité Réduite « Mobi'fil » de la CODAH dessert également la commune.
Depuis 2001, la ligne LER passe par la gare de Montivilliers. Elle permet de joindre Le Havre et Montivilliers en 20 min. avec en moyenne un train toutes les demi-heures.
Cette ligne va jusqu'à Rolleville via Épouville, permettant à la cité d'être reliée aux communes voisines de façon régulière et fiable. Elle n'est plus en service depuis le 2 septembre 2024 car des travaux sont en cours afin de remplacer le LER par un tramway qui devrait être opérationnel d'ici 2027.
De plus la réhabilitation de la place de la Gare a permis de créer un pôle multimodal de l'offre de transport en commun de la CODAH.

### Climat
Pour des articles plus généraux, voir Climat de la Normandie et Climat de la Seine-Maritime.
En 2010, le climat de la commune est de type climat océanique franc, selon une étude du CNRS s'appuyant sur une série de données couvrant la période 1971-2000. En 2020, Météo-France publie une typologie des climats de la France métropolitaine dans laquelle la commune est exposée à un climat océanique et est dans la région climatique Côtes de la Manche orientale, caractérisée par un faible ensoleillement (1 550 h/an) ; forte humidité de l’air (plus de 20 h/jour avec humidité relative > 80 % en hiver), vents forts fréquents. Parallèlement le GIEC normand, un groupe régional d’experts sur le climat, différencie quant à lui, dans une étude de 2020, trois grands types de climats pour la région Normandie, nuancés à une échelle plus fine par les facteurs géographiques locaux. La commune est, selon ce zonage, exposée à un « climat maritime », correspondant au Pays de Caux, frais, humide et pluvieux, légèrement plus frais que dans le Cotentin.
Pour la période 1971-2000, la température annuelle moyenne est de 10,9 °C, avec une amplitude thermique annuelle de 12,7 °C. Le cumul annuel moyen de précipitations est de 859 mm, avec 12,7 jours de précipitations en janvier et 8,5 jours en juillet. Pour la période 1991-2020, la température moyenne annuelle observée sur la station météorologique la plus proche, située sur la commune de Octeville-sur-Mer à 5 km à vol d'oiseau, est de 11,5 °C et le cumul annuel moyen de précipitations est de 790,7 mm,. Pour l'avenir, les paramètres climatiques de la commune estimés pour 2050 selon différents scénarios d'émission de gaz à effet de serre sont consultables sur un site dédié publié par Météo-France en novembre 2022.

## Urbanisme

### Typologie
Au 1er janvier 2024, Montivilliers est catégorisée centre urbain intermédiaire, selon la nouvelle grille communale de densité à sept niveaux définie par l'Insee en 2022.
Elle appartient à l'unité urbaine du Havre, une agglomération intra-départementale regroupant 18  communes, dont elle est une commune de la banlieue,,. Par ailleurs la commune fait partie de l'aire d'attraction du Havre, dont elle est une commune de la couronne,. Cette aire, qui regroupe 116 communes, est catégorisée dans les aires de 200 000 à moins de 700 000 habitants,.

### Occupation des sols
L'occupation des sols de la commune, telle qu'elle ressort de la base de données européenne d’occupation biophysique des sols Corine Land Cover (CLC), est marquée par l'importance des territoires agricoles (57,7 % en 2018), en diminution par rapport à 1990 (59,3 %). La répartition détaillée en 2018 est la suivante : 
terres arables (47,6 %), zones urbanisées (28 %), prairies (6,7 %), forêts (6,3 %), zones industrielles ou commerciales et réseaux de communication (5,5 %), zones agricoles hétérogènes (3,4 %), espaces verts artificialisés, non agricoles (2,5 %). L'évolution de l’occupation des sols de la commune et de ses infrastructures peut être observée sur les différentes représentations cartographiques du territoire : la carte de Cassini (XVIIIe siècle), la carte d'état-major (1820-1866) et les cartes ou photos aériennes de l'IGN pour la période actuelle (1950 à aujourd'hui).

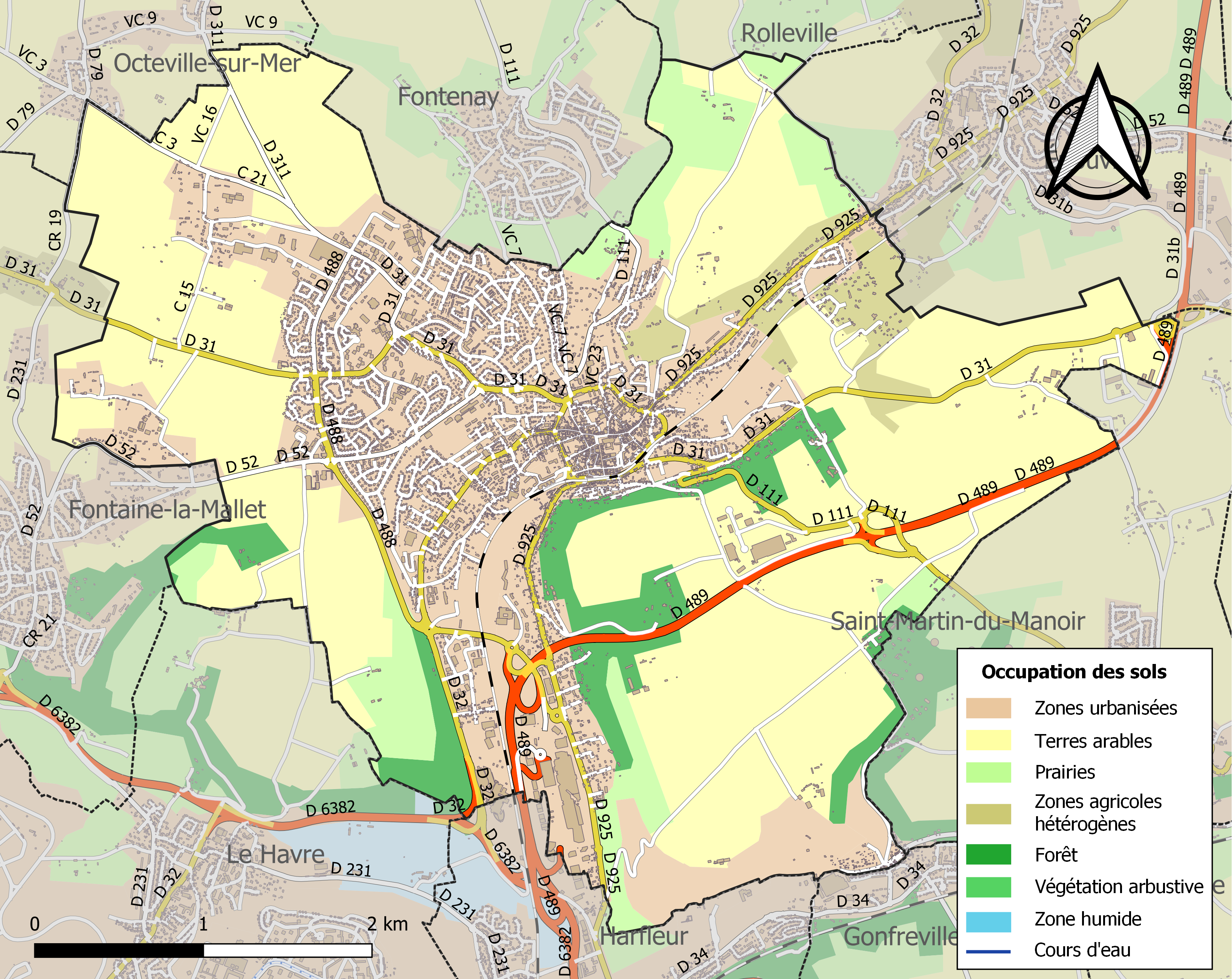
Carte des infrastructures et de l'occupation des sols de la commune en 2018 (CLC).

## Toponymie
Le nom de la localité est attesté sous la forme Villare au VIIIe siècle, Monasterium que dicitur Villare vers 1034, Villaris Monasterii en 1063 - 1066.
Montivilliers doit son nom à son abbaye de femmes fondée au VIIIe siècle, on a accolé le nom primitif vilier « village » à celui de mon(s)tier « église, monastère ».
Le nom jeté des habitants de Montivilliers est les Mâqueux d'oreilles.

## Histoire

### Préhistoire
Des recherches archéologiques ont été effectuées dans les années 1970 et ont révélé des traces de vie datant du Paléolithique avec l'existence de tribus qui se sont installées dans la région très probablement attirées par les nombreux ruisseaux et l'abondance de gibiers présents à cette époque. Des traces de vie Néolithique sont également à signaler avec la découverte d'habitats sur le plateau du Grand Epaville datant de 2500 à 1700 av. J.-C.

### Antiquité
Quelques objets gaulois, hachettes de jade et de bronze ont été trouvés sur les coteaux dominant la ville.
Une chaussée romaine allant d'Harfleur à Montivilliers a été attestée, elle fut détruite par les Anglais en 1415.

### L'époque de saint Philibert
Entre 682 et 684, au cours d’un voyage à Jumièges, saint Philibert fonde ici un monastère de femmes à la demande de saint Ouen, évêque de Rouen. Ce monastère sera complètement détruit par les Vikings et ne se relèvera qu’au début du XIe siècle, cette fois avec des hommes, placés sous la dépendance de l’abbaye de Fécamp.
Aucune trace architecturale de ce monastère n'a pu être retrouvée et on ne connait pas la localisation géographique de ce monastère dans la ville.

### Moyen Âge

#### L'abbaye

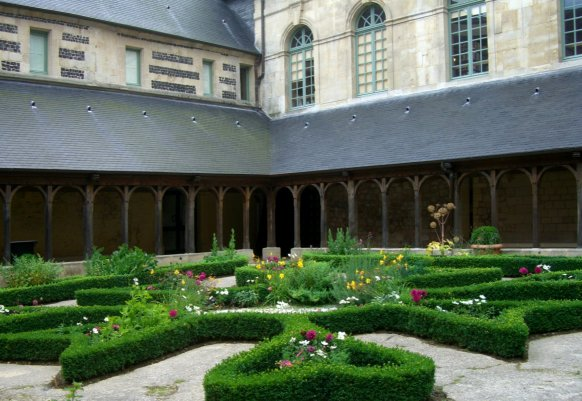
Cloître restauré de l’abbaye.

En 1035, le duc Robert le Magnifique donne son autonomie au monastère, qui redevient une abbaye de femmes, dotée dans la région de nombreux biens qui lui permirent d’entreprendre, sous l’abbatiat d’Élisabeth dans la seconde moitié du XIe siècle, les travaux de construction de la grande église, excellent témoin de l’architecture normande à l’époque de Guillaume le Conquérant. Robert le Magnifique, en impulsant la reconstruction de l'abbatiale détruite par les Vikings, eut la volonté de restaurer l'église "dans son ancienne splendeur, donc elle était déchue par la violence des pillards".
Le duc de Normandie accorda une exemption totale et complète à l'abbaye qui l'a substitué aux souverainetés séculière et ecclésiastique. Ce statut très jalousé par les autres monastères normands fut en grande partie responsable de l'essor et du rayonnement de l'abbaye.
Au XVe siècle, la paroisse Saint-Sauveur, qui avait reçu les sept premières travées de la nef, fit abattre son côté nord, pour la doubler avec un large vaisseau gothique.
Du XVIe au XVIIIe siècle, l’abbaye connaît toujours un grand rayonnement, notamment sous l’abbatiat de Louise de L’Hospital (1596-1643).

#### Le développement de la Cité

##### La renaissance de l'abbaye
La reconstruction et le développement de la vie de l'abbatiale de Montivilliers entraine un développement économique du territoire qui attire bientôt la population autour de l'abbaye si bien que le duc de Normandie lui accorde le statut de commune par lettre datée du 8 juillet 1202. Le XIIIe siècle est marqué par le développement de la ville et inévitablement par une paupérisation d'une partie de la population que les abbesses tentent de limiter en distribuant du pain et plus tard une pièce de monnaie les jours de fêtes.

##### LeXIVesiècleet l'apogée
Le XIVe siècle marque l'apogée du rayonnement économique et culturel de la cité. Les activités de tannerie, de draperie sont les principaux artisanats présents sur le territoire. On y trouve également un atelier de construction navale et des salines. Les tissus de la ville sont réputés pour être les plus beaux de France et étaient exportés dans toute l'Europe. La Lézarde, bien plus large et profonde qu'aujourd'hui, permettait l'acheminement de bateaux et donc le commerce de marchandises jusqu'à Harfleur. Des marchés et des foires régionales se tenaient également à Montivilliers qui était alors devenu le poumon économique de la pointe du pays de Caux. Ces marchés avaient lieu tous les jeudis, les abbesses prélevant une taxe sur les produits vendus.
À noter que le marché de Montivilliers a toujours lieu aujourd'hui en centre-ville et que d'autres villes du canton, comme Harfleur par exemple, ont imité cette tradition.

##### La guerre de Cent Ans

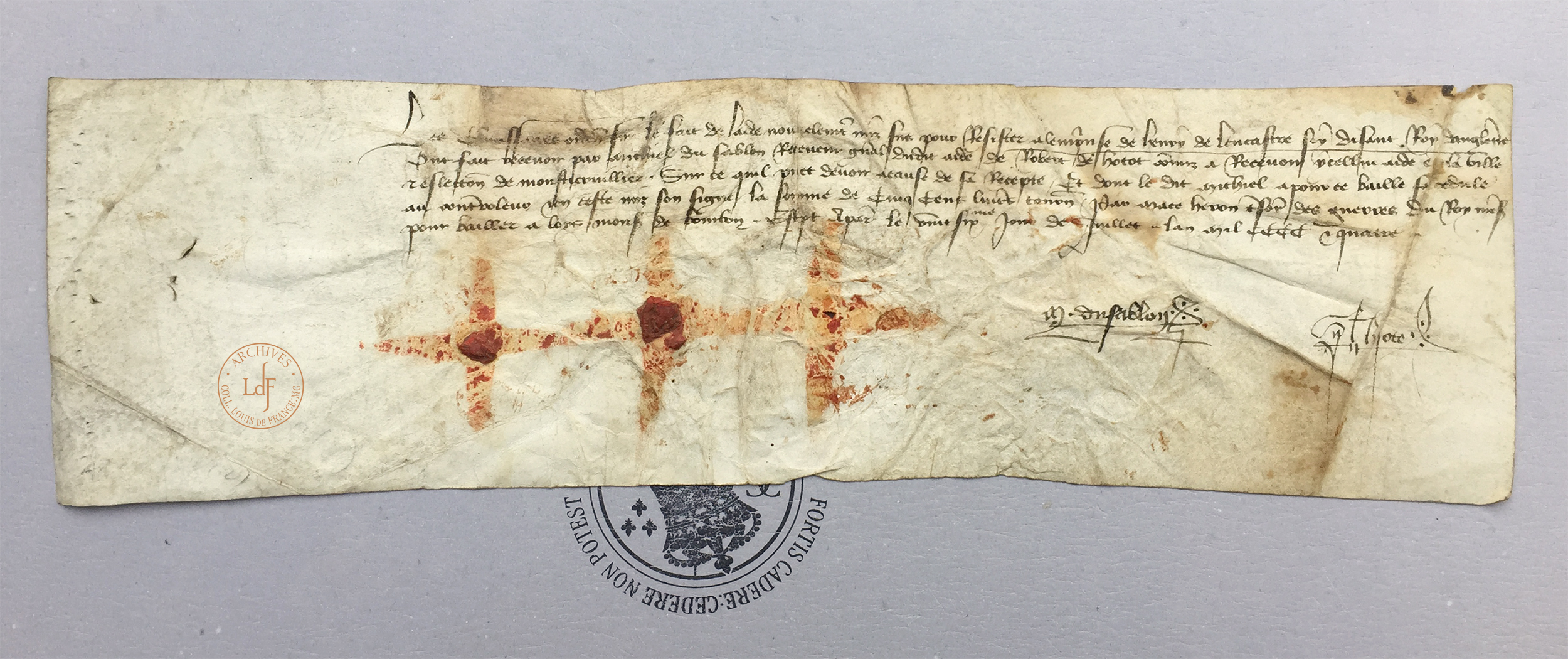
Guerre de Cent Ans: Michel du Sablon, général-maître des monnaies de Charles VI. Quittance de 500 Livres donnés par Robert de Hotot pour l'armement de la ville de Montivilliers, « pour resister a l'emprise de Henry de Lencastre soy disant Roy d'Angleterre ». Paris, 26 juillet 1404.

La guerre de Cent Ans marque une époque dramatique pour la France et a fortiori pour Montivilliers. Les marchands cachent tous leurs biens et vivent dans la terreur des partisans de Charles le Mauvais qui envahissent temporairement la ville, pillent le monastère et provoquent la fuite des religieuses de l'abbaye. À leur départ, les Montivillons construisent une forteresse, dont les vestiges des remparts sont visibles et mis en valeur aujourd'hui, et les habitants tentent de résister aux assauts des Anglais qui saccagent le pays de Caux tout entier. La population persécutée déserte alors les campagnes. Montivilliers capitule le 23 janvier 1419 et les religieuses, soumises aux Anglais, reviennent au monastère. Il faudra attendre fin 1449 pour que les Anglais quittent la ville, la fête de Noël de l'an 1449 étant alors teintée d'un vent de liberté.

### La création du Havre de Grâce et le déclin
Après la guerre de Cent Ans, la ville retrouve une partie de son économie locale mais sans équivalence avec le XIVe siècle. Le 23 septembre 1461, par ses lettres patentes, Louis XI confirme les privilèges des marchands drapiers de la ville, octroyés par Charles VI de France, de sorte que son commerce soit bien rétabli.
La décision de la création de l'actuelle ville du Havre par le roi François Ier est annoncé le 26 janvier 1517 à la population montivillonne. Cette décision marque le tournant majeur de l'histoire de la cité. Le port du Havre de Grâce capte alors toute l'attention du roi ainsi que ses investissements au détriment de Montivilliers qui s'appauvrit.

### La réforme protestante
La Réforme connaît un relatif succès en Normandie. En 1544, on a déjà trace de la présence de protestants à Montivilliers à travers un acte tragique. Le 18 décembre 1544, deux protestants de Montivilliers, Richard Pouchet et Vincent Périer, sont brûlés vifs en place de l’abbatiale sur ordre du parlement de Rouen pour « propos d’hérésie ».
À partir de 1557, Jean Venable, libraire colporteur de Dieppe, diffuse en pays de Caux et en Basse-Normandie, les écrits de Martin Luther et de Jean Calvin. Nombreux sont les protestants parmi les drapiers de la ville qui font la renommée et la richesse de Montivilliers.
En 1551, le pasteur Godard, originaire de Bolbec et formé à Genève, vient prêcher à Montivilliers à la demande des bourgeois de la ville. Les cultes rassemblent de 3 000 à 5 000 personnes. La chronique rapporte qu’à Pâques 1561, il reçoit à la Cène 850 nouveaux catéchumènes adultes. Dans la tourmente des guerres de Religion, les protestants trouvent asile pour célébrer leur culte à partir de 1561 au manoir de Bévilliers, résidence du seigneur d'Harfleur. Un temple sera aménagé dans un bâtiment de la cour du manoir détruit en 1679 sur ordre du parlement de Paris.
En novembre 1685, Montivilliers connaît une dragonnade dirigée par le commandant Marillac. Les dragons du roi investissent la ville pour y arrêter les protestants, et les obliger à « abjurer » la confession protestante.
27 avril 1688 : un navire affrété « aux frais du roi », expulse vers l’Angleterre 94 protestants de Montivilliers, Rouen, Le Havre, Lillebonne, Fécamp, Caudebec, et Gisors enfermés au château de Dieppe et refusant « de signer leur abjuration ». Pendant la période des persécutions de Louis XIV, les protestants se réunissent clandestinement pour le culte dans le désert. En Pointe de Caux, il a existé plusieurs lieux de désert à Saint-Antoine-la-Forêt, Saint-Nicolas-de-la-Taille, Mélamare, Tancarville, dans des forêts, des granges ou des carrières.
Isaac Lecourt (1669 - 1693), fils d’un marchand de toiles de Montivilliers, a 16 ans lors de la dragonnade de novembre 1685 dans la ville. Il devient prédicateur clandestin de 1686 à 1689 en pays de Caux, visitant les protestants à domicile ou en prison et rassemblant des assemblées de désert jusqu’à plus de deux mille personnes. En 1689, il part prêcher en Basse-Normandie. En avril 1693, il est arrêté à Caen et jugé. Son sort n’est pas connu.
D’autres prédicateurs cauchois lui ont succédé : Jean Boivin (de Virville), un dénommé Godard (de Bolbec), Jacques Morel (de Criquetot-l'Esneval).
En 1787, à l'occasion de l’Édit de tolérance du roi Louis XVI, la riche communauté protestante de Montivilliers fait construire hors les murs de la ville, sur un terrain de la famille Barnage, le magnifique temple actuel, véritable bijou d’architecture Louis XVI, le plus vieux temple au nord des Cévennes toujours en usage (hors Alsace - Montbéliard), classé à l’inventaire supplémentaire des Monuments historiques.
Le temple est toujours entouré de son petit cimetière protestant, lui aussi toujours en usage.

### La Révolution française
La ville est chef-lieu de son district de 1790 à 1795 et absorbe, entre 1795 et 1800, les communes voisines de Porte Assiguet, de Porte Châtel et de Porte Chef de Caux.
L’abbaye est abandonnée par les religieuses en 1792 ; pendant la période révolutionnaire, elle est occupée de diverses manières : bureaux, prison, garnison, magasins, écuries, etc.
1804 – Montivilliers installe son premier pasteur officiel salarié par l’État, le pasteur David Frédéric Fallot, né en 1768 à Montbéliard (luthérien). Il y a alors 1 370 protestants recensés sur la paroisse de Montivilliers.

### XIXesiècle

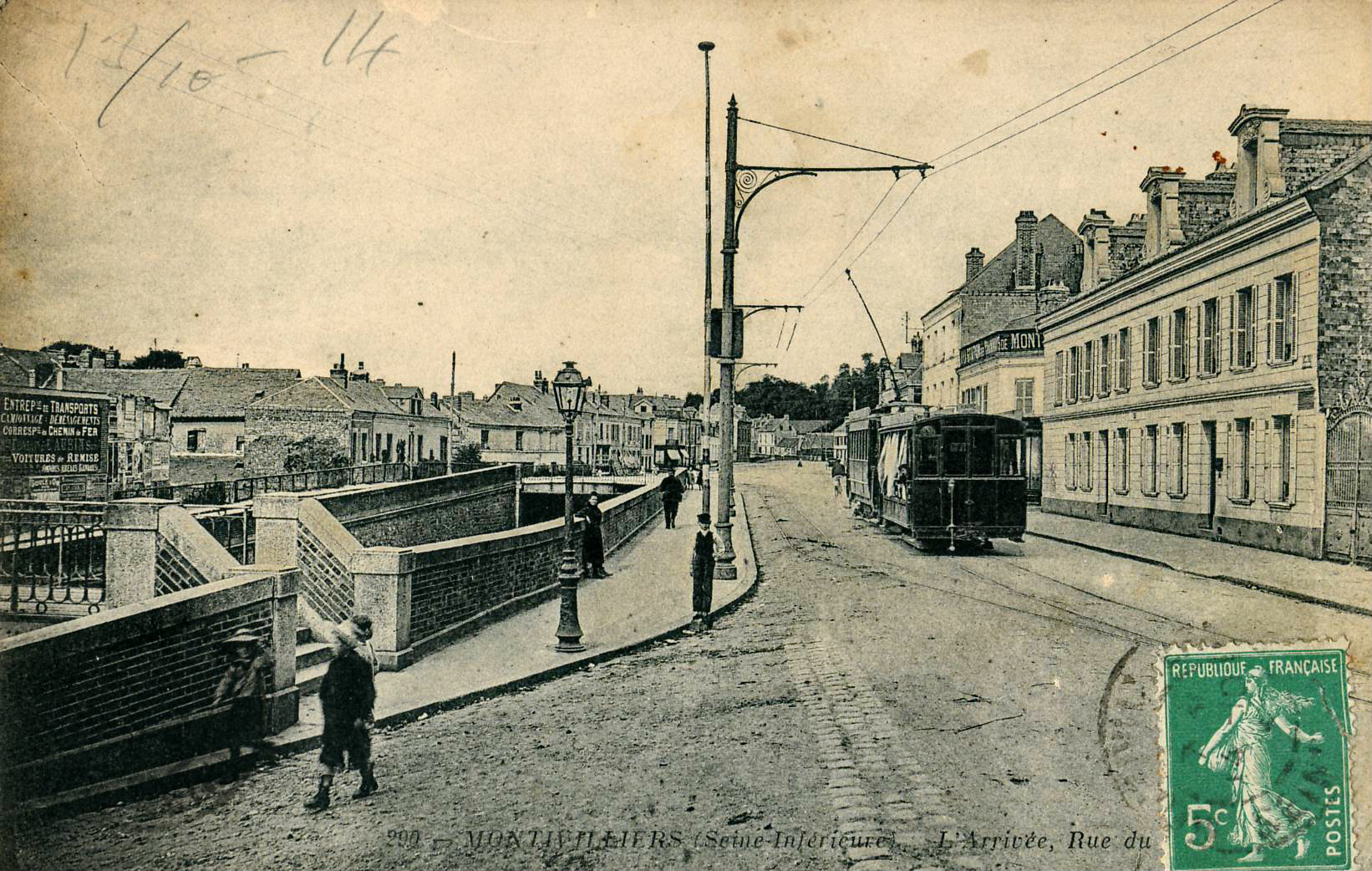
La ville fut desservie par l'ancien tramway du Havre, dont on voit ici une rame, de 1899 à la Seconde Guerre mondiale
La rame se trouve ici à l'entrée de la ville par l'avenue Foch.

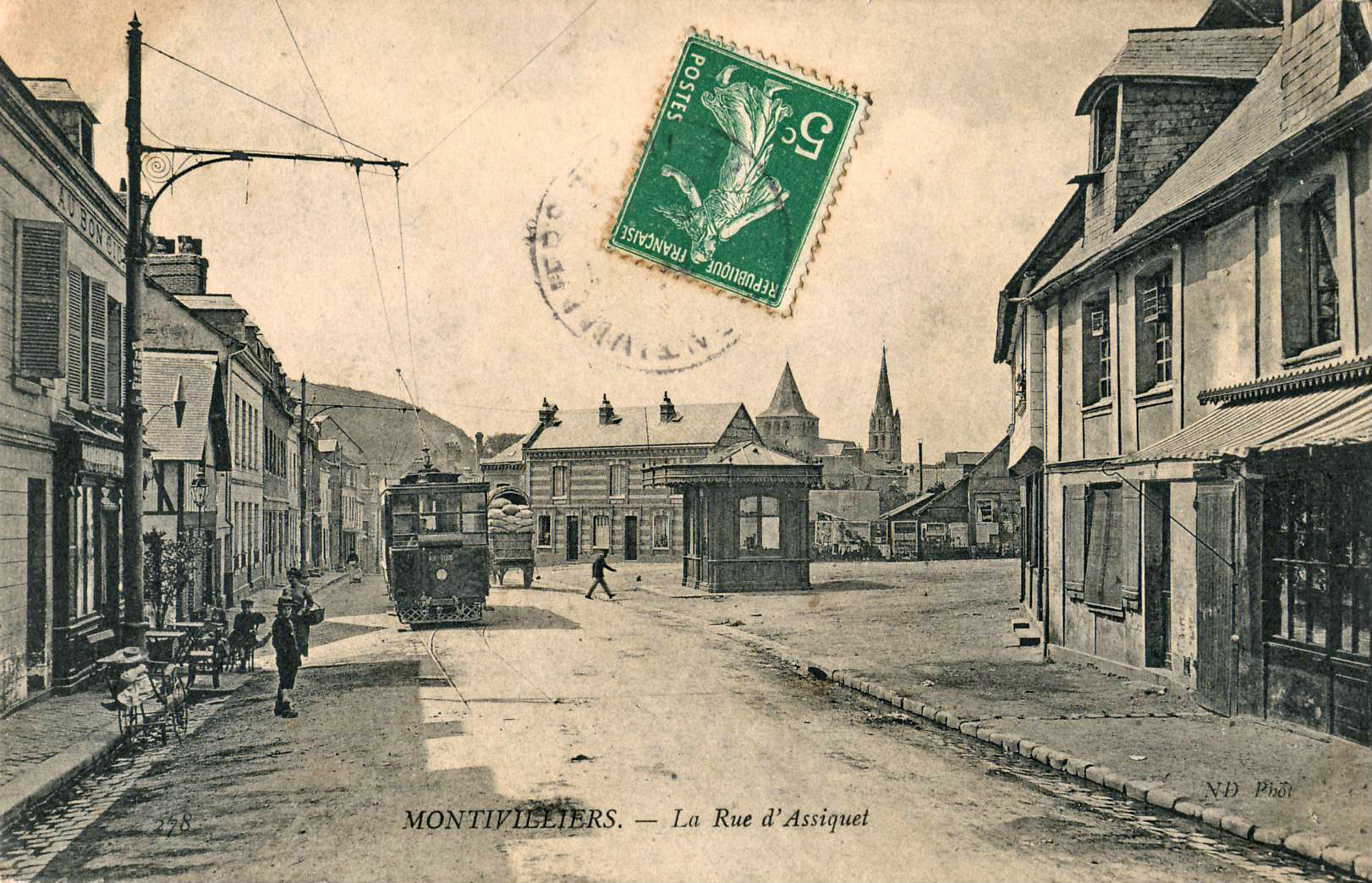
La rue d'Assiquet et le tramway.

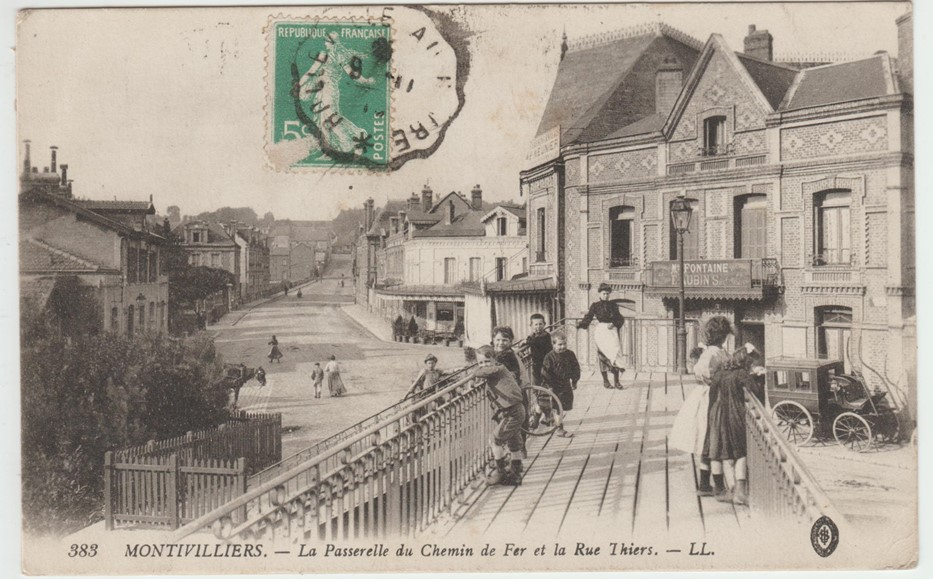
Photographie ancienne de la Passerelle du Chemin de fer et de la rue Thiers à Montivilliers

Les bâtiments de l’abbaye sont vendus en 1811, ils sont utilisés tout au long du XIXe siècle à des fins industrielles (filature de coton puis raffinerie de sucre et enfin brasserie en 1857) et convertis par la suite en entrepôts, garages et locaux d’habitation.

### La Seconde Guerre mondiale
Pendant la drôle de guerre et lors de la campagne de France en mai juin 1940, Montivilliers accueille des chasseurs alpins en garnison dans les maisons de la rue Vattelière. Autour de la ville, les troupes de la 51st Highland Division stationnent et viennent souvent en ville. Il n'y aura pas de combats durant cette période.
Les troupes allemandes arrivent dès le 13 juin 1940 dans la ville de Montivilliers. L'occupation débute par l'implantation de zone de cantonnement pour les troupes, surtout dans les écoles de la ville, réquisitionnées. Les belles villas (avenue Foch et impasse des Villas, ainsi qu'au début de l'avenue Clemenceau et les châteaux des Ardennes ou de la Payénière) servent à abriter les officiers.
Dès la fin de l'année 1940, la résistance s'organise pour quelques actions encore limitées à quelques fils téléphoniques coupés ou quelques pneus de véhicules crevés. Dans la nuit du 18 au 19 septembre 1941, il va y avoir des coups de feu portés contre la sentinelle de l'école des garçons (actuelle école Jules-Ferry). C'est un des rares exemples avant la libération d'actions visibles à l'encontre des troupes allemandes. Les réseaux restant le plus discrets possible, la mise en place et l'organisation de l'heure H, section Buckmaster prend du temps. La mise en chantier des blockhaus pour la forteresse du Havre va permettre à quelques résistants de s'infiltrer au plus près pour pouvoir cartographier les différents bunkers qui sortent de terre sous la demande de l'organisation Todt. Les bureaux de recrutement se trouvaient en mairie, au 22 rue Thiers et au 58 avenue Foch, ainsi qu'au 6 rue Bonvoisin pour les réclamations.
Dans la nuit du 5 au 6 juin 1944, un planeur tombe dans un champ de la ferme Lemaître, route d'Octeville. Il sera l'objet de la convoitise des chasseurs de souvenirs, mais très vite, des sentinelles allemandes seront postées afin de permettre la destruction du planeur.
Le 1er septembre 1944, vers 15 h, la Troop 1 de l'escadron blindé de la brigade Piron arrive en observation à Montivilliers. Relevée le 2 septembre par la 49st West Riding Division britannique, la brigade Piron, bien que première troupe alliée sur le sol de Montivilliers ne participera pas à la libération de la ville. Elle part en direction de Bruxelles qu'elle libère le 4,.
La date retenue pour l'anniversaire de la libération de la ville reste le 2 septembre car c'est en ce jour que le premier motocycliste anglais arrive en reconnaissance dans le centre-ville. C'est ce même jour que les armes prises par les FFI la veille sont rendues, mais les sentinelles ne le sont pas. Le premier tir de représailles tombe sur la ville, premier d'une série de 8 jours de tirs sur la ville de la part des troupes allemandes retranchées sur le plateau d'Epremesnil.
Le jour de l'opération Astonia, Montivilliers assiste en première ligne à la bataille pour la prise du Havre.
Moins éprouvée que le Havre ou Fontaine-la-Mallet, Montivilliers sera néanmoins au cœur de la bataille pour la prise du Havre car les emplacements des positions fortes de la "Festung Le Havre" se trouvent en grande partie sur son territoire. De plus, les équipes de la défense passive et des volontaires porteront secours aux sinistrés de Montivilliers mais aussi du Havre et de Fontaine-la-Mallet.
À la suite du tir de représailles, la cité compte 600 logements atteints, 120 blessés dont plusieurs sérieux et 22 morts.
La guerre de 1939-1945 fit 35 victimes parmi les soldats montivillons.
En 1968, la paroisse protestante de Montivilliers est rattachée à celle du Havre.
En 1975, la municipalité de Montivilliers engage une réflexion sur l’avenir du site abbatial qui aboutit en 1977. La première tranche des travaux permet l’installation en 1994 de la bibliothèque Condorcet dans le logis des abbesses. La seconde tranche réalisée de 1997 à 2000 a permis la restitution des espaces dans leur architecture d’origine, la création du parcours spectacle « Cœur d’Abbaye » et l’aménagement d’une salle d’expositions temporaires dans le réfectoire gothique.

## Politique et administration

### Rattachements administratifs et électoraux
Rattachements administratifs
La commune se trouve dans l'arrondissement du Havre du département de la Seine-Maritime.
Elle était depuis 1793 le chef-lieu  du canton de Montivilliers. Dans le cadre du redécoupage cantonal de 2014 en France, cette circonscription administrative territoriale a disparu, et le canton n'est plus qu'une circonscription électorale.
Rattachements électoraux
Pour les élections départementales, la commune fait partie depuis 2014 du canton du Havre-2.
Pour l'élection des députés, elle fait partie de la septième circonscription de la Seine-Maritime.

### Intercommunalité
La commune était membre de la communauté de l'agglomération havraise (CODAH), un établissement public de coopération intercommunale (EPCI) à fiscalité propre créé fin 2000.
Cette intercommunalité a fusionné avec ses voisines pour former, le 1er janvier 2019, la communauté urbaine dénommée Le Havre Seine Métropole, dont Montivilliers est désormais membre.

### Tendances politiques et résultats
Lors du premier tour des élections municipales de 2020 dans la Seine-Maritime, la liste menée par le maire sortant Daniel Fidelin  est battue par la liste de gauche menée par le conseiller départemental Jérôme Dubost, par 37,28 % contre 62,72 %, l'abstention s'étant élevé à 56,14 %.

### Jumelages
- Nordhorn  (Allemagne) depuis 1963[33].
- Nasséré (Burkina Faso) depuis 2002[34].

## Population et société

### Démographie
L'évolution du nombre d'habitants est connue à travers les recensements de la population effectués dans la commune depuis 1793. Pour les communes de plus de 10 000 habitants les recensements ont lieu chaque année à la suite d'une enquête par sondage auprès d'un échantillon d'adresses représentant 8 % de leurs logements, contrairement aux autres communes qui ont un recensement réel tous les cinq ans,.

En 2022, la commune comptait 15 671 habitants, en évolution de −1,7 % par rapport à 2016 (Seine-Maritime : +0,35 %, France hors Mayotte : +2,11 %).
| 1793  | 1800  | 1806  | 1821  | 1831  | 1836  | 1841  | 1846  | 1851  |
| ----- | ----- | ----- | ----- | ----- | ----- | ----- | ----- | ----- |
| 1 886 | 3 600 | 3 793 | 3 603 | 3 828 | 3 843 | 3 920 | 4 029 | 4 195 |

| 1856  | 1861  | 1866  | 1872  | 1876  | 1881  | 1886  | 1891  | 1896  |
| ----- | ----- | ----- | ----- | ----- | ----- | ----- | ----- | ----- |
| 4 078 | 4 349 | 4 508 | 4 181 | 4 261 | 4 727 | 5 157 | 5 344 | 5 258 |

| 1901  | 1906  | 1911  | 1921  | 1926  | 1931  | 1936  | 1946  | 1954  |
| ----- | ----- | ----- | ----- | ----- | ----- | ----- | ----- | ----- |
| 5 491 | 5 492 | 5 944 | 6 425 | 6 490 | 6 912 | 6 980 | 7 854 | 8 314 |

| 1962  | 1968  | 1975   | 1982   | 1990   | 1999   | 2006   | 2011   | 2016   |
| ----- | ----- | ------ | ------ | ------ | ------ | ------ | ------ | ------ |
| 8 427 | 8 910 | 10 563 | 15 030 | 17 067 | 16 556 | 16 174 | 16 344 | 15 942 |

| 2021   | 2022   | - | - | - | - | - | - | - |
| ------ | ------ | - | - | - | - | - | - | - |
| 15 457 | 15 671 | - | - | - | - | - | - | - |

### Santé
L'hôpital Jacques-Monod est présent sur le territoire de Montivilliers. Cet équipement appartenant au groupe hospitalier du Havre dispose de matériels performants, de plusieurs blocs de chirurgie, d'un nouveau Pôle-Femme-Mère-Enfant (PFME) depuis 2009 et d'un service d'urgences adulte et pédiatriques ouvert 24h/24 et 7j/7. Le site hospitalier est desservi par la LER par l'arrêt "Jacques Monod - La demi-lieue".
De nombreux professionnels de santé libéraux sont également installés sur le territoire de la commune.

### Enseignement
- Lycée public général et technologique Jean-Prévost
- 2 collèges publics : Raymond-Queneau et Belle-Étoile
- Institution privée Sainte-Croix et Saint-Germain (de la maternelle au collège)
- Écoles primaires et maternelles Jules-Ferry, Victor-Hugo, Jules-Collet, Louise-Michel, Marius-Grout, Charles-Perrault, Jean-de-La Fontaine et Pont-Callouard.

## Culture locale et patrimoine

### Lieux et monuments
- Abbaye de Montivilliers[38] et musée « Cœur d'Abbaye » ; bâtiments restaurés pour réception et expositions culturelles ;
- Temple protestant[39] (1787) ;
- Remparts médiévaux et la tourelle Vattelière médiévale[40] ;
- Aître de Brisgaret[41] ;
- Le manoir d'Épaville[42] au sein d'un clos masure ;
- Une maison du XVIe siècle[43], rue Vieille-Cohue ;
- Le manoir de Réauté : situé dans un petit hameau au nord-ouest de la ville, il fait l'objet d'une peinture de Raimond Louis Lecourt ;
- Le château du Grand Colmoulins (détruit).

### Patrimoine naturel
- Berges de la Lézarde.

Site classé
- Champ de foire planté d'arbres centenaires  Site classé (1932).

### Personnalités liées à la commune
- Robert Ier de Normandie (v. 1010–2 juillet 1035) dit Robert le Libéral ou, plus couramment, Robert le Magnifique refonde l'abbaye de Montivilliers en remplaçant les moines par des moniales, à l'instigation de sa tante Béatrice de Normandie.
- Louis-Georges de Bréquigny (1715-1795), historien et paléographe.
- François Grégoire de Rumare (1747-1816), magistrat et homme politique, mort au manoir d'Escures à Montivilliers.
- Oscar Comettant (1819-1898), compositeur, musicologue, homme de lettres et voyageur, a vécu à Montivilliers, 33 sente des Rivières.
- Henri Alexandre Saffrey (1832-1895), peintre et graveur.
- Georges Laugée (1853-1937), artiste peintre né à Montivilliers.
- André Messager (1853-1929), chef d'orchestre et musicien. L'orchestre de Montivilliers porte son nom, ainsi que la rue où il a vécu (anciennement rue des Villas).
- Victor Le Baube (1859 - 1933) artiste peintre né à Montivilliers
- Jules Ausset (1868-1955), artiste peintre né à Montivilliers.
- Raymond Lecourt (1882-1946), peintre.
- Jean Prévost (1901-1944), écrivain et résistant français (Capitaine Goderville) ; son père fut directeur de l’école primaire supérieure de Montivilliers.
- René Bihel (1916-1997), footballeur et entraîneur français.
- Pierre Aubery (1920-2009) et Émile Danoën (1920-1999) s’y lient d’amitié alors qu’ils sont surveillants à l’École primaire supérieure, à la fin des années 1930.
- Olivier Blanc (1951), historien.
- Vincent Collet (1963), ancien joueur de basket-ball à Montivilliers puis au Mans et sélectionneur de l'équipe de France de basket-ball depuis mars 2009.
- Édouard Mendy (1992-), footballeur international sénégalais. Gardien de but au Chelsea FC.
- Frédéric Lecanu (1979-), judoka international de Montivilliers.

### Héraldique
| Blason de Montivilliers | Blason  | De gueules à l’église d’argent, le portail, à dextre, ouvert du champ, le clocher au centre ajouré aussi du champ et sommé d’une tête de crosse d’or, accosté de deux écussons d’azur aux trois fleurs de lys aussi d’or, ladite église soutenue d’un lézard de sinople en fasce. * Il y a là non-respect de la règle de contrariété des couleurs : ces armes sont fautives (azur sur gueules et sinople sur gueules). |
| Blason de Montivilliers | Détails | . |